# قطاع طوعي
يعد القطاع الطوعي أو القطاع المدني بأنه واجب النشاط الاجتماعي الذي تقوم به المنظمات غير الحكومية وغير الربحية. يُدعى هذا القطاع أيضًا باسم القطاع الثالث وقطاع المجتمع والقطاع غير الربحي، وذلك بما يختلف عن القطاع العام والقطاع الخاص. يُدعى هذا القطاع أيضًا باسم القطاع المدني أو القطاع الاجتماعي وذلك للتشديد على علاقته بالمجتمع المدني. يُفضل بيتر فرومكين تسميته باسم «القطاع الطوعي وغير الربحي» نظرًا إلى تنوع المنظمات التي يشملها هذا القطاع.

## أهميته للمجتمع والاقتصاد
يُعتبر وجود القطاع غير الربحي في بعض الأحيان مؤشرًا على صحة الاقتصاد وفقًا للمعايير المالية المحلية والوطنية. تتزايد أعداد المنظمات غير الربحية التي تركز على الخدمات الاجتماعية وحماية البيئة والتعليم وغيرها من الحاجات غير الملباة في المجتمع، ومع هذا التزايد يبقى القطاع غير الربحي مهمًا لصحة المجتمع وسلامته. يقول بيتر دراكر إن القطاع غير الربحي يوفر منفذًا ممتازًا لتنوع المهارات والعمالة في المجتمع. يغلب على العقدين الأولين من القرن العشرين حماسٌ عام للإصلاح الاجتماعي والعدالة الاجتماعية وعرفت هذه الفترة باسم الحقبة التقدمية. تأسست الرابطة الوطنية للجمعيات لتنظيم الأعمال الخيرية حديثًا وكان لها تأثير مباشر خلال تلك الحقبة. ساهم عملها الميداني الواسع في تنظيم جمعيات جديدة ومتّن جمعيات أخرى. أصبحت المدن الصغيرة منظمة بشكل جيد مع تركيز أساسي على المناطق الشمالية والجنوبية الغربية. غيرت الرابطة اسمها في عام 1912؛ لتسمح بعضوية الجمعيات الكندية، وأصبح اسمها الرابطة الأميركية للجمعيات لتنظيم الأعمال الخيرية. في عام 1917، أصبحت باسم الرابطة الأميركية لتنظيم الأعمال الخيرية. قدمت هذه الوكالات خدماتها المباشرة للأفراد والعائلات على نحو متزايد. أما المشاكل الناشئة لكل من الجمعيات الحديثة والموجودة فاشتملت الفقر ورعاية الأطفال وقضاء الأحداث والصرف الصحي وداء السل وغيرها من المشاكل الصحية. أوقد الصليب الأحمر فتيل الحماس الوطني حيال الخدمة الاجتماعية. تأسست في الولايات المتحدة في عام 1881 وأعيد تنظيمها في عام 1905 للتركيز على أفراد الجيش.و سرعان ما تطورت أعمال تنظيم الجمعيات لتصبح أعمال خدمة اجتماعية مع هذا القرار المحوري.
في عام 1976، تنبأ دانييل بيل أن القطاع الثالث سيصبح مسيطرًا في المجتمع مع تغلب طبقة المعرفة على آثار القطاع الخاص. يُعتبر هذا الأمر صحيحًا للوقت الراهن في العديد من البلدان الأوروبية. جاء في دراسة حديثة أجرتها جامعة جونز هوبكينز أن هولندا تتمتع بأكبر قطاع ثالث من بين 20 بلد في أرجاء أوروبا. يشكل القطاع غير الربحي في جزيرة أيرلندا ما يبلغ 8% من الناتج المحلي الإجمالي. في السويد، يُنسب للقطاع غير الربحي التغير الاجتماعي على مستوى البلاد نحو سياسات تقدمية اقتصادية واجتماعية وثقافية. أما في إيطاليا، فيُنظر إلى القطاع الثالث بكونه مصدر توظيف رئيسي لكل البلد.
في الولايات المتحدة، يُنسب مقدار 10% من الناتج المحلي الإجمالي إلى القطاع الثالث. يبقى التبرع الخيري للمنظمات الدينية الخاصة القضية الأميركية الأكثر شيوعًا، ويمول القطاع الخاص جميع المنظمات الدينية بالكامل لأن الحكومة لا تتمتع بصلاحية تأسيس دين ما أو منعه وذلك بموجب التعديل الأول لدستور الولايات المتحدة .

## القطاعات الفرعية
تشكل قطاعات المجتمع والقطاعات الطوعية والقطاعات التي لا تهدف للربح الشخصي «القطاع الثالث»، لكن هذه القطاعات تتسم بمزايا مختلفة سواءً كانت رئيسية أم فرعية. يُفترض أن يشمل قطاع المجتمع المتطوعين (من دون أجر) بينما يُعتبر القطاع الطوعي بأنه (على نحو غير واضح) يوظف طاقمًا للعمل من أجل أهداف للمجتمع أو الجماعة. على أية حال، يعتبر القطاع الذي لا يهدف للربح الشخصي بأنه يحوي شركات اجتماعية (مثل التعاونيات والكيانات مشتركة) ومؤسسات حكومية مؤخرًا (مثل جمعيات الإسكان) التي خرجت من الحكومة على الرغم من أنها ما تزال تعمل بكونها منظمات للخدمات العامة. قد تُعتبر الأنواع الأخرى من المؤسسات بأنها قطاع شبه عام أو شبه خاص أكثر من كونها ناشئة عن دافع مباشر لمنفعة المجتمع.